# Kiểm tra không phá hủy
Kiểm tra không phá hủy hay kiểm tra không tổn hại (viết tắt theo tiếng Anh là NDT, Non-Destructive Testing), hay còn gọi là đánh giá không phá hủy (viết tắt theo tiếng Anh là NDA, Non-Destructive Evaluation), kiểm định không phá hủy (viết tắt theo tiếng Anh là NDI, Non-Destructive Inspection), hoặc dò khuyết tật là việc sử dụng các phương pháp vật lý để kiểm tra phát hiện các khuyết tật bên trong hoặc ở bề mặt vật kiểm mà không làm tổn hại đến khả năng sử dụng của chúng.
Kiểm tra không phá hủy dùng để phát hiện các khuyết tật như vết nứt, rỗ khí, ngậm xỉ, tách lớp, không ngấu, không thấu trong các mối hàn, kiểm tra ăm mòn của kim loại, tách lớp của vật liệu composite, đo độ cứng của vật liệu, kiểm tra độ ẩm của bê tông, đo bề dày vật liệu, xác định kích thước và định vị cốt thép trong bê tông v.v.
Kiểm tra không phá hủy cũng được dùng để xác định thành phần nguyên tố in-situ các khối vật liệu, ví dụ dùng kích hoạt neutron, mà không phải lấy mẫu như các phương pháp hóa.

## Mục đích của dò khuyết tật
Mục đích của việc dò khuyết tật đối với công trình, thiết bị nhằm đánh giá tính chất vật liệu trước khi chúng bị hư hỏng, dựa vào các chỉ tiêu kỹ thuật quy định được công nhận hoặc biến dạng suy biến xác định qua nhiều năm, để bảo đảm đúng chất lượng sản phẩm và tính năng làm việc của công trình, thiết bị, và cũng nhằm khai thác hết khả năng của các kết cấu kỹ thuật. Hạn chế rủi ro hoặc các khuyết tật nhằm tăng cường tính toàn vẹn trong kinh doanh và tính an toàn trong xây lắp và tiết kiệm chi phí.

## Phương pháp kiểm tra không phá hủy
Kiểm tra không phá hủy gồm rất nhiều phương pháp khác nhau, và thường được chia thành hai nhóm chính theo khả năng phát hiện khuyết tật của chúng, đó là:
- Các phương pháp có khả năng phát hiện các khuyết tật nằm sâu bên trong (và trên bề mặt) của đối tượng kiểm tra:
  - Phương pháp chụp ảnh phóng xạ dùng film (Radiographic Testing - RT),
  - Phương pháp chụp ảnh phóng xạ kỹ thuật số (Digital Radiographic Testing - DR) Lưu trữ ngày 12 tháng 7 năm 2013 tại Wayback Machine
  - Phương pháp kiểm tra siêu âm (Ultrasonic Testing - UT).
- Các phương pháp có khả năng phát hiện các khuyết tật bề mặt (và gần bề mặt)
  - Phương pháp kiểm tra thẩm thấu chất lỏng (Liquid Penetrant Testing - PT)
  - Phương pháp kiểm tra bột từ (Magnetic Particle Testing - MT)
  - Phương pháp kiểm tra dòng xoáy (Eddy Current Testing - ET)[2]

### Phương pháp chụp ảnh phóng xạ
Phương pháp chụp ảnh phóng xạ sử dụng ống phóng tia X (tương tự như đèn hình vô tuyến) hoặc nguồn phóng xạ phát ra chùm tia gamma chiếu qua vật cần kiểm tra. Khi đi qua vật, chùm tia phóng xạ bị suy yếu đi, mức độ suy giảm của chùm phụ thuộc vào loại vật liệu (nhẹ hay nặng) và chiều dày mà nó đi qua. Khi đi qua các vùng có khuyết tật, rỗ khí chẳng hạn, cường độ của chùm tia bị suy giảm ít hơn khi đi qua vùng không có khuyết tật. Nếu ta đặt tấm phim ở phía sau vật kiểm tra (tương tự như đặt phim X-quang sau lưng bệnh nhân khi chụp phổi) ta sẽ thấy trên ảnh chụp dược, có các vùng hình tròn đen sẫm hơn rất nhiều so với vùng xung quanh. Đó chính là hình chiếu của khuyết tật trên phim. Ta cũng có thể xác định được kích thước của khuyết tật qua ảnh chụp được.
Phương pháp chụp ảnh phóng xạ cho kết quả kiểm tra tin cậy, số liệu kiểm tra có thể lưu lại được. Tuy nhiên phương pháp này không cho ta biết về chiều sâu của khuyết tật. Phương pháp cũng có nguy cơ gây độc hại phóng xạ và khí thực hiện ở công trường thường làm giám đoạn công việc khác.

### Phương pháp kiểm tra siêu âm
Phương pháp kiểm tra siêu âm sử dụng chùm sóng âm có tần số trên ngưỡng con người nghe được (siêu âm) đập vào vùng cần kiểm tra. Nếu không có khuyết tật, chùm siêu âm sẽ đi thẳng, còn nếu gặp khuyết tật, chùm siêu âm sẽ phản xạ trở lại, tương tự như tiếng vọng ta nghe được từ vách núi. Thiết bị siêu âm có thể giúp ta thấy được sóng âm phản hồi và từ đó có thể biết được khuyết tật năm ở đâu trong vật kiểm tra. Dựa vào mức độ mạnh yếu của chùm âm vọng, ta cũng có thể đánh giá được kích thước của khuyết tật.
Phương pháp siêu âm là một trong 5 phương pháp được ứng dụng rộng rãi để đo chiều dày vật liệu, đánh giá ăn mòn, phát hiện tách lớp và phát hiện khuyết tật trong mối hàn và các kết cấu kim loại và composite. Phương pháp cũng được sử dụng rộng rãi để đánh giá cường độ bê tông, khuyết tật (lỗ rồng, vết nứt trong bê tông. Ưu điểm nổi bật của phương pháp là nhanh, chính xác, thiết bị tương đối rẻ, và có thể cho ta biết cả chiều sâu của khuyết tật. Tuy nhiên, phương pháp cũng có nhiều hạn chế như bỏ sót nhiều khuyết tật có mặt phẳng định hướng song song với chùm siêu âm, kết quả kiểm tra phụ thuộc rất nhiều vào kỹ năng của kỹ thuật viên và số liệu không lưu trữ, kiểm chứng được.
Một kỹ thuật mới trong kiểm tra siêu âm là siêu âm phased array (hay PAUT), tạm dịch là siêu âm đầu dò dãy điều pha, siêu âm màu 3 chiều. Siêu âm phased array đã tạo nên cuộc cách mạng về chẩn đoán trong y học và giờ đây đang là một trong các phương pháp NDT được chấp nhận và sử dụng rông rãi ở các nước phát triển. Trong phương pháp kiểm tra siêu âm phased array thay vì sử dụng một đầu dò có một biến tử, góc và hình dạng chùm siêu âm phát ra được xác định bằng các nêm cố đinh, người ta sử dụng một đầu dò có tới hàng trăm biến tử nhỏ sắp xếp theo một dãy (array), các biến tử này phát ra các chùm siêu âm với các độ trễ (phased) theo một chương trình được định trước, các chùm siêu âm từ các biến tử giao thoa và tạo nên chùm siêu âm có các góc phát, tâm hội tụ, hình dáng, kiểu quét theo ý muốn. Như vậy trong kiểm tra siêu âm phased array, chùm siêu âm được điều khiểm bằng điện tử, chứ không phải bằng các nêm như phương pháp siêu âm thông thường. Kỹ thuật này sử dụng đầu dò gồm nhiều phần tử nhỏ độc lập với nhau đã mang lại cuộc cách mạng trong chẩn đoán siêu âm 3 chiều, 4 chiều trong y tế và giờ đây được sử dụng rộng rãi trong kiểm tra mối hàn và đánh giá ăn mòn. Kỹ thuật siêu âm Phased array cũng đang được coi là lựa chọn tốt để thay thế cho phương pháp chụp ảnh phóng xạ, nhờ khắc phục được các hạn chế của phương pháp chụp ảnh phóng xạ và siêu âm truyền thống, đặc biệt đối với các đường ống, bồn bể có chiều dày lớn (trên 50 mm).

### Phương pháp thẩm thấu chất lỏng
Phương pháp thẩm thấu chất lỏng được dựa trên hiện tượng mao dẫn gồm các bước: 
- Làm sạch bề mặt vật kiểm, khi đó các chất bẩn sẽ được loại bỏ và không che lấp những khuyết tật hở ra bề mặt.
- Xịt một lớp chất thẩm thấu lên bề mặt, lớp chất thẩm thấu này sẽ đi vào và nằm trong các khuyết tật hở bề mặt. Có hai loại chất thẩm thấu đó là chất thẩm thấu khả kiến (có màu nhìn thấy được dưới ánh sáng thường) và chất thẩm thấu huỳnh quang (chỉ nhìn thấy khi chiếu ánh sáng đen).
- Chờ một thời gian để chất thẩm thấu đi sâu vào khuyết tật.
- Làm sạch chất thấm dư trên bề mặt bằng chất tẩy rửa. Trong bước này không được xịt trực tiếp chất tẩy rửa lên bề mặt vật kiểm tránh trường hợp chất thẩm thấu trong khuyết tật cũng bị lau sạch.
- Áp dụng chất hiện lên bề mặt vật kiểm. Chất hiện có tác dụng hút chất thẩm thấu đọng lại ở trong khuyết tật lên bề mặt vật kiểm nhờ hiện tượng mao dẫn ngược.
- Dựa trên các hiển thị (nhuộm màu, hay dưới ánh sáng cực tím) thì người ta có thể phát hiện và đánh giá khuyết tật.
- Sau khi đánh giá khuyết tật, ta sử dụng chất tẩy rửa làm sạch vật kiểm.

Phương pháp thẩm thấu lỏng chỉ có thể áp dụng để kiểm tra những khuyết tật thông ra bề mặt. Phương pháp có thể áp dụng cho tất cả các loại vật liệu trừ vật liệu xốp. Đây là một trong những phương pháp kiểm tra không phá hủy đơn giản, rẻ tiền và hiệu quả.

### Phương pháp kiểm tra dòng xoáy
Phương pháp kiểm tra dòng xoáy (Eddy Current Testing - ET) được dựa trên hiệu ứng về cảm ứng điện từ. Nếu một vật dẫn điện đưa gần đến một cuộn dây có dòng điện xoay chiều chạy qua, bên trong vật dẫn này sẽ xuất hiện một dòng điện khép kín (eddy current), biến thiên. Dòng điện xoay chiều này mạnh hay yếu phụ thuộc vào vật dẫn kia có khuyết tật hay không có khuyết tật. Thiết bị dòng xoáy có thể đo được dòng điện xoay chiều này và từ đó cho ta biết trong vật kiểm tra có vết nứt hay không. Phương pháp này rất nhậy để phát hiện các vết nứt bề mặt và gần bề mặt trong các đối tượng làm bằng chất dẫn điện, như nhôm, đồng, titan vv. Phương pháp cũng có thể đánh giá được độ dẫn điện, đo được chiều dày lớp phủ, đánh giá ăn mòn. Phương pháp được ứng dụng rộng rãi trong ngành hàng không.
Trong các phương pháp NDT đã nêu trên, mỗi phương pháp đều có ưu điểm riêng, không phương pháp nào có thể thay thế được phương pháp nào. Ứng với mỗi trường hợp cụ thể mà ta lựa chọn những phương pháp kiểm tra phù hợp.
Ưu điểm của các phương pháp kiểm tra không phá hủy (NDT) so với các phương pháp phá hủy (DT). 
- NDT không làm ảnh hưởng đến khả năng sử dụng của vật kiểm sau này.
- NDT có thể kiểm tra 100% vật kiểm, và đảm bảo 100% sản phẩm xuất xưởng đạt chất lượng.

Trong khi đó các phương pháp phá hủy lại có ưu điểm là cho kết quả trực tiếp, còn NDT chỉ cho được các kết quả gián tiếp (thông qua so sánh với mẫu chuẩn) mà thôi.
Trong chế tạo, khi áp dụng kiểm tra không phá hủy, ta có thể dễ dàng phát hiện những khuyết tật, từ đó có thể loại bổ các bán sản phẩm, tiệt kiệm chi phí, sửa chữa khắc phục sai sót.
Kiểm tra không phá hủy cũng được sử dụng rộng rãi để đánh giá độ toàn vẹn của các sản phẩm, công trình công nghiệp đang hoạt động. Nhờ sớm phát hiện được các hỏng hóc, kịp thời thay thế khắc phục, nên ta có tiết kiệm được chi phí sửa chữa, tránh được các thảm họa có thể xấy ra.
NDT còn là công cụ quan trọng trong nghiên cứa chế tạo vật liệu mới, tối ưu hóa các quy trình sản xuất, quy trình hàn thông quá các thử nghiệm, phát hiện các sai sót trong thiết kế, vật liệu, sảm phẩm.
Có thể nói, NDT là công cụ quan trọng để giảm giá thành, nâng cao sức cạnh tranh của các doanh nghiệp chế tạo, sản xuất.